# Victor Ernest
Victor Julien Charles Joseph Ernest (Brussel, 7 maart 1875 – Cannes, 4 augustus 1940) was een Belgisch volksvertegenwoordiger.

## Levensloop
Als lid van de Socialistische Jonge Wacht werd hij in 1895 door het Hof van Assisen veroordeeld tot 16 maanden gevangenisstraf, omwille van zijn antimilitaristische stellingnamen. Hij werd beroepshalve boekhandelaar.
Tijdens de Eerste Wereldoorlog werd hij door militaire overheid belast met een inlichtingenopdracht. Hij werd gearresteerd maar slaagde erin om naar Nederland te ontsnappen en nadien naar Jumet terug te keren.
Als gemeenteraadslid van Charleroi voor de socialisten (1911-1938), was hij ook schepen. Hij was volksvertegenwoordiger voor Charleroi van 1918 tot zijn overlijden in 1940.
Hij bestreed de vernederlandsing van de Gentse universiteit en de tweetaligheid van onderofficieren en officieren bij het leger en in de administratie. Hij was voorstander van een federaal België met 9 provinciale staten, hetgeen volgens hem de enige formule was die belangen van Wallonië en de eenheid van België kon combineren. Hij steunde het eerste congres van de Waalse Concentratie in 1930.
Het is op basis van zijn wetsvoorstel uit 1925 dat crematie in 1932 wettelijk toegelaten werd in België.
Hij was naast zijn politieke activiteiten een verdienstelijk historicus.
In 1940 vluchtte hij met regering en parlement naar Frankrijk en nam deel aan de parlementaire zitting in Limoges. Hij keerde niet meer naar België terug en overleed in Zuid-Frankrijk.

## Publicaties
- Socialisme et malthusianisme, Namen, 1901.
- Les régies d'éclairage dans les petites localités, Brussel, 1904.
- La Commune de Paris, Gent, 1905 (met voorwoord door Jules Destrée).
- La révolution belge en 1830 en Carolorégie, Brussel, 1930 (met voorwoord door Henri Carton de Wiart).
- Les volontaires de Carolorégie en 1830, Brussel, 1930 (met voorwoord door Henri Pierenne).
- Contre le cléricalisme. Le péril noir, Luik, 1935.